# Das Flüstern der Bäume
Das Flüstern der Bäume ist ein Dokumentarfilm über eine Mapuche-Pehuenchen-Familie, die in der südlichen Andenregion in Chile lebt. Die Premiere fand im Oktober 2007 beim internationalen Filmfestival von Valdivia in Chile statt. Außerdem lief der Dokumentarfilm im März 2008 beim International Thessaloniki Film Festival in Griechenland und erhielt im September 2008 den CFF Filmpreis David in der Kategorie „Nachwuchs“.

## Handlung
Im Sommer jedes Jahres verlassen die Mapuche-Pehuenche ihre Wohnhäuser, um zur Ernte in die dichten Araukarien–Wälder zu ziehen. Die Männer klettern auf die bis zu 30 Meter hohen Bäume und ernten die Samen. Für ihre Vorfahren war es die einzige Möglichkeit zu überleben. Sie machten daraus Brot und Brei. Auch heute noch stellt es ihre Lebensgrundlage dar. Jedoch wird die Ernte nun jedes Jahr in großen Mengen verkauft. Das verschafft ihnen einen materiellen Zugewinn. Obwohl sich viel verändert, versuchen sie an den Grundwerten ihrer Kultur festzuhalten.
Die Liebe und die Familie stehen im Zentrum ihres Alltages. Ein Leben ohne diese beiden Grundpfeiler wäre für sie nicht lebenswert.

## Produktion
Der Film war eine Diplomarbeit im Studiengang Audiovisuelle Medien an der Hochschule der Medien Stuttgart.